# Culicoides shaklawensis
Culicoides shaklawensis är en tvåvingeart som beskrevs av Khalaf 1957. Culicoides shaklawensis ingår i släktet Culicoides och familjen svidknott. Inga underarter finns listade i Catalogue of Life.